# Collegio uninominale Veneto 1 - 03 (2017)
Il collegio elettorale uninominale Veneto 1 - 03 è stato un collegio elettorale uninominale della Repubblica Italiana per l'elezione della Camera dei deputati tra il 2017 ed il 2022.

## Territorio
Come previsto dalla legge elettorale italiana del 2017, il collegio era stato definito tramite decreto legislativo all'interno della circoscrizione Veneto 1.
Era formato dal territorio di 16 comuni: Campagna Lupia, Campolongo Maggiore, Camponogara, Cavarzere, Chioggia, Cona, Dolo, Fiesso d'Artico, Fossò, Mira, Mirano, Pianiga, Salzano, Santa Maria di Sala, Stra e Vigonovo.
Il collegio era quindi interamente compreso nella città metropolitana di Venezia.
Il collegio era parte del collegio plurinominale Veneto 1 - 01.

## Eletti
| Elezione | Elezione | Deputato       | Partito |
| -------- | -------- | -------------- | ------- |
|          | 2018     | Ketty Fogliani | Lega    |

## Dati elettorali

### XVIII legislatura
Come previsto dalla legge elettorale, 232 deputati erano eletti con sistema a maggioranza relativa in altrettanti collegi uninominali a turno unico.
| Candidati              | Candidati                | Voti    | %     | Liste                    | Voti    | %     |
| ---------------------- | ------------------------ | ------- | ----- | ------------------------ | ------- | ----- |
|                        | Ketty Fogliani ✔️ Eletto | 65 007  | 42,69 | Lega                     | 43 576  | 28,62 |
| Forza Italia           | Ketty Fogliani ✔️ Eletto | 65 007  | 42,69 | 15 383                   | 10,10   |       |
| Fratelli d'Italia      | Ketty Fogliani ✔️ Eletto | 65 007  | 42,69 | 4 753                    | 3,12    |       |
| Noi con l'Italia - UDC | Ketty Fogliani ✔️ Eletto | 65 007  | 42,69 | 1 295                    | 0,85    |       |
|                        | Marco Dall'Acqua         | 46 581  | 30,59 | Movimento 5 Stelle       | 46 581  | 30,59 |
|                        | Mario Dalla Tor          | 29 715  | 19,52 | Partito Democratico      | 25 342  | 16,64 |
| +Europa                | Mario Dalla Tor          | 29 715  | 19,52 | 2 917                    | 1,92    |       |
| Civica Popolare        | Mario Dalla Tor          | 29 715  | 19,52 | 875                      | 0,57    |       |
| Italia Europa Insieme  | Mario Dalla Tor          | 29 715  | 19,52 | 581                      | 0,38    |       |
|                        | Fortunato Guarnieri      | 5 126   | 3,37  | Liberi e Uguali          | 5 126   | 3,37  |
|                        | Melania Rossetto         | 1 315   | 0,86  | Il Popolo della Famiglia | 1 315   | 0,86  |
|                        | Marcello Renier          | 1 092   | 0,72  | CasaPound                | 1 092   | 0,72  |
|                        | Giovanna Menegatti       | 917     | 0,60  | Potere al Popolo!        | 917     | 0,60  |
|                        | Chiara Zennaro           | 845     | 0,55  | Italia agli Italiani     | 845     | 0,55  |
|                        | Paolo Pizzolato          | 573     | 0,38  | Grande Nord              | 573     | 0,38  |
|                        | Cristiano Rossato        | 547     | 0,36  | Partito Valore Umano     | 547     | 0,36  |
|                        | Francesca Tosato         | 423     | 0,28  | 10 Volte Meglio          | 423     | 0,28  |
|                        | Francesco Abruzzino      | 119     | 0,08  | PRI - ALA                | 119     | 0,08  |
| Totale                 | Totale                   | 152 260 | 100   |                          | 152 260 | 100   |
|                        |                          |         |       |                          |         |       |
| Voti non validi        | Voti non validi          | 4 342   | 2,77  |                          |         |       |
| Votanti                | Votanti                  | 156 602 | 77,93 |                          |         |       |
| Elettori               | Elettori                 | 200 941 |       |                          |         |       |